# Championnat du Pacifique 2024
 (mars 2025).
Si vous disposez d'ouvrages ou d'articles de référence ou si vous connaissez des sites web de qualité traitant du thème abordé ici, merci de compléter l'article en donnant les références utiles à sa vérifiabilité et en les liant à la section « Notes et références ».
Le Championnat du Pacifique 2024 est la troisième du Championnat du Pacifique, compétition mettant aux prises six nations situées en Océanie, qui se déroule du 18 octobre 2024 au 10 novembre 2024. Le format comprend deux championnat à trois équipes, l'un nommé « Pacific Cup » entre les trois meilleures nations de la zone Pacifique que sont l'Australie, la Nouvelle-Zélande et les Tonga, et l'autre nommé « Pacific Bowl » entre trois nations — Fidji, les Îles Cook et la Papouasie-Nouvelle-Guinée — qui s'affrontent pour intégrer en 2025 la Pacific Cup. Les Samoa ne prennent pas part à cette édition en raison d'une tournée en Angleterre lors de la même période,,.

## Les équipes
| Compétition  | Nation                    | Class. mondial | Entraîneur      | Capitaine           |
| ------------ | ------------------------- | -------------- | --------------- | ------------------- |
| Pacific Cup  | Australie                 | 1re            | Mal Meninga     | Isaah Yeo           |
| Pacific Cup  | Nouvelle-Zélande          | 2e             | Stacey Jones    | James Fisher-Harris |
| Pacific Cup  | Tonga                     | 5e             | Kristian Woolf  | Addin Fonua-Blake   |
| Pacific Bowl | Fidji                     | 6e             | Wise Kativerata | Tui Kamikamica      |
| Pacific Bowl | Papouasie-Nouvelle-Guinée | 7e             | Jason Demetriou | Kyle Laybutt        |
| Pacific Bowl | Îles Cook                 | 10e            | Karmichael Hunt | Brad Takairangi     |

## Compétition

### Pacific Cup
| Groupe A |                  |   |   |   |   |    |    |      |     |
| 0        | Équipe           | J | V | N | D | PP | PC | Δ    | Pts |
| 1        | Australie        | 2 | 2 | 0 | 0 | 40 | 10 | + 30 | 4   |
| 2        | Tonga            | 2 | 1 | 0 | 1 | 25 | 42 | - 17 | 2   |
| 3        | Nouvelle-Zélande | 2 | 0 | 0 | 2 | 34 | 47 | - 13 | 0   |

| 18 octobre | Australie        | 18 - 0  | Tonga     | Lang Park, Brisbane             |
| 27 octobre | Nouvelle-Zélande | 10 - 22 | Australie | Rugby League Park, Christchurch |
| 7 novembre | Nouvelle-Zélande | 24 - 25 | Tonga     | Mount Smart Stadium Auckland    |

#### Finale: Australie - Tonga
Homme du match : 
Points marqués :
- Australie : 4 essais de Tabuai-Fidow (15e), Coates (25e), Trbojevic (35e et 42e) ; 2 transformation de Lomax (37e et 44e).
- Tonga : 3 essais de S. Katoa (6e), Olakau'atu (57e) et E. Katoa (73e) ; 1 transformation d'I. Katoa (58e).

Évolution du score : 0-4, 4-4, 8-4, 14-4 mt, 20-4, 20-10, 20-14.
Arbitre :  Ashley Klein
Spectateurs : 28 728
- Australie : Edwards - Coates, Tabuai-Fidow, Trbojevic, Lomax - Dearden, Moses - Carrigan, Grant, Collins, Crichton, Young, Yeo - Burton, Barnett, Cotter, Smith - Entraîneur : Mal Meninga
- Tonga : Hopoate - Tupou, Alamoti, Koula, S. Katoa - Lolohea, I. Katoa - Fonua-Blake, Havili, Kaufusi, Olakau'atu, E. Katoa, Taumalolo (c) - Luke, Paseka, Wong, Koloamatangi - Entraîneur : Kristian Woolf

### Pacific Bowl
| Groupe A |                       |   |   |   |   |    |    |      |     |
| 0        | Équipe                | J | V | N | D | PP | PC | Δ    | Pts |
| 1        | Papouasie-Nlle-Guinée | 2 | 2 | 0 | 0 | 64 | 30 | + 34 | 4   |
| 2        | Fidji                 | 2 | 1 | 0 | 1 | 66 | 28 | + 38 | 2   |
| 3        | Îles Cook             | 2 | 0 | 0 | 2 | 26 | 98 | - 72 | 0   |

| 19 octobre | Fidji                 | 10 - 22 | Papouasie-Nlle-Guinée | National Stadium, Suva            |
| 26 octobre | Fidji                 | 56 - 6  | Îles Cook             | National Stadium, Suva            |
| 3 novembre | Papouasie-Nlle-Guinée | 42 - 20 | Îles Cook             | PNG Football Stadium Port Moresby |

#### Match de promotion/relégation: Nouvelle-Zélande - Papouasie-Nouvelle-Guinée
Homme du match : 
Points marqués :
- Nouvelle-Zélande : 10 essais de McLean (4e, 44e, 56e et 60e), Isaako (11e, 69e et 74e), Thompson (37e), Nicoll-Klokstad (40e) et Whyte (72e) ; 7 transformations d'Isaako (5e, 39e, 40e, 45e, 62e et 71e) et Johnson (74e).
- Papouasie-Nouvelle-Guinée : 2 essais de Namo (20e) et Derby (64e) ; 1 transformation de Martin (22e et 65e).

Évolution du score : 6-0, 10-0, 10-6, 16-6, 22-6 mt, 28-6, 32-6, 38-6, 38-12, 44-12, 48-12, 54-12.
Arbitre :  Gerard Sutton
Spectateurs : 
- Nouvelle-Zélande : Kini - Isaako, Timoko, Hiku, McLean - Nicoll-Klokstad, Johnson - Fisher-Harris, Crossland, Tapine, Papali'i, Sorensen, Whyte - Nikorima, Neame, Thompson, Clark - Entraîneur : Michael Maguire
- Papouasie-Nouvelle-Guinée : MacDonald - Roltinga, Mathias, Tai, Derby - Laybutt, Lam - Richard, Horne, Alick-Wiencke, Martin, Simbiken, de Belin - Rimbu, Bandi, Namo, Alu - Entraîneur : Jason Demetriou